# Victoriano Sarmientos
Victoriano Sarmientos Bios (ur. 18 grudnia 1956) – kubański siatkarz, medalista igrzysk olimpijskich.

## Życiorys
Sarmientos był w składzie reprezentacji Kuby podczas igrzysk olimpijskich 1976 w Montrealu. Zagrał wówczas we wszystkich czterech meczach fazy grupowej, przegranym półfinale ze Związkiem Radzieckim oraz zwycięskim pojedynku o brąz z Japonią.
Jego młodszy brat, Abel Sarmientos był również siatkarzem, olimpijczykiem z 1992 roku.